# Анноне (озеро)
Анно́не (итал. Lago di Annone) — озеро в Ломбардии на севере Италии. Расположено в провинции Лекко. Озеро делится почти пополам вдающимся в него полуостровом Изелла. Единственная вытекающая из него река — Рио-Торто.
Восточная часть озера также известна под названием Оджионо (итал. Oggiono). На берегах Анноне расположен коммуны Анонне-ди-Брианза, Чивате, Суелло, Гальбьяте и Оджоно.